# Conte di Saint-Germain
Il Conte di Saint-Germain (a volte italianizzato come Conte di San Germano; Sárospatak, 1712? – Eckernförde, 27 febbraio 1784) è stato un alchimista e avventuriero francese, e personaggio di rilievo alla corte di Francia, vissuto nel XVIII secolo in Europa.

## Origini
Le origini del conte di Saint-Germain non sono note: si dice che quest'ultimo abbia rivelato al principe Carlo d'Assia-Kassel di essere stato il figlio illegittimo di Francesco II Rákóczi, principe di Transilvania e della principessa Violante Beatrice di Baviera, appartenente alla dinastia dei Wittelsbach e moglie di Ferdinando de' Medici, principe ereditario di Toscana. Secondo questa teoria, sarebbe stato educato a Firenze da Gian Gastone de' Medici, cognato di Violante. Altri ritengono che sia stato il figlio naturale della regina di Spagna Maria Anna del Palatinato-Neuburg (vedova di Carlo II di Spagna), e del cortigiano conte di Melgar.

## Attività
Le sue attività erano quelle di cortigiano in viaggio tra Inghilterra, Francia, Paesi Bassi, Russia e Germania. Compare per la prima volta verso il 1740 esule dall'Inghilterra introdotto alla corte di Francia. Famoso per la sua grande cultura, abile musicista, conoscitore di molte lingue, pittore e soprattutto grande alchimista, produttore di cosmetici. Ebbe anche incarichi diplomatici e si sostiene che fu affiliato alla massoneria e ad una società segreta dell'ordine dei Rosacroce. Viene citato nelle memorie di Giacomo Casanova, lo incontrarono anche Voltaire, Mozart, Madame de Pompadour e Cagliostro. Alcune sue caratteristiche più stravaganti, come quella di sparire all'improvviso e di riapparire contemporaneamente in più luoghi, insieme alla sua attività protratta per molti anni, se non per secoli, indussero addirittura alcuni a pensare che non si trattasse di un'unica persona, ma di un gruppo di individui con lo stesso aspetto introdotte presso le corti europee.
Saint-Germain lascia Londra nel 1746 e se ne perdono le tracce per dodici anni. Per alcuni si ritira in Germania per consacrarsi agli studi alchemici, per altri compie un lungo viaggio fino all'India e al Tibet. Giunge a Parigi nel 1758 e fin dall'inizio formula una richiesta al marchese Marigny, direttore dei Bâtiments du Roi, per ottenere uno spazio dove installare un laboratorio alchemico, promettendo a Luigi XV «la più ricca e rara delle scoperte mai compiute». È così che ottiene una parte del castello di Chambord. Grazie alla marchesa di Pompadour, Saint-Germain riesce anche ad avere un incontro con il sovrano.
Il conte ottiene quindi la simpatia del sovrano, ma è detestato dal potente ministro duca di Choiseul, che lancerà una campagna per screditare, senza riuscirvi, il sedicente alchimista. Nel 1760 è invece l'accusa di spionaggio ad obbligare il conte a lasciare Parigi alla volta dei Paesi Bassi. Nel marzo del 1760, al culmine della guerra dei sette anni, si reca a L'Aia. Ad Amsterdam, soggiorna presso i banchieri Adrian e Thomas Hope e finge di venire a prendere in prestito denaro per Luigi XV con diamanti come garanzia. Negli anni successivi lo si ritrova in Inghilterra, Italia, Russia e Prussia, dove nel 1766 si pone sotto la protezione di Federico II. Finirà i suoi ultimi anni ospite del principe Carlo d'Assia-Kassel.

## Nella cultura di massa
Il conte di Saint-Germain è citato in varie opere letterarie e artistiche.

### Letteratura
- Il conte di Saint-Germain appare come personaggio della novella La dama di picche, dello scrittore russo Aleksandr Puškin e nel celebre romanzo Il pendolo di Foucault di Umberto Eco, come figura costantemente evocata dai protagonisti e soltanto alla fine del romanzo impersonata da un sanguinario impostore.
- Appare nel romanzo Gog, un testo dichiarato autobiografico dall'autore Giovanni Papini, uscito nel 1931, che afferma di avere incontrato il conte di Saint-Germain sul piroscafo Prince of Wales diretto a Bombay. Il Conte in quell'occasione gli racconta la sua vita, svelando alcuni misteri che lo riguardano, compresa la sua longevità.
- È tra i protagonisti e dà il titolo a uno tra i più noti romanzi dello scrittore austriaco Alexander Lernet-Holenia, Der Graf von Saint-Germain. Pubblicato nel 1948, narra una storia onirica, filosofica e complessa, che contiene varie trame solo in parte intrecciate e in qualche punto irrisolte.
- Viene nominato nella novella dal titolo Sarrasine di Honoré de Balzac, poiché alcuni credono che il vecchio misterioso, protagonista della vicenda, sia proprio il conte di Saint-Germain.
- È un personaggio della Trilogia delle Gemme (Red, Blue e Green) dell'autrice tedesca Kerstin Gier, dove occupa un ruolo di rilievo e si dice che abbia scoperto la pietra filosofale, che l'avrebbe infatti reso immortale. In questa trilogia rappresenta il quinto viaggiatore del tempo nonché inventore del cronografo, il quale viene completato dopo l'inserimento di una goccia di sangue di tutti i dodici viaggiatori sparsi fra i vari secoli.
- Viene mostrato nei libri della serie I segreti di Nicholas Flamel, l'immortale di Michael Scott come amico di Nicolas Flamel e di sua moglie Perenelle.
- È un personaggio ricorrente nei romanzi e nell'adattamento televisivo della serie Outlander, di Diana Gabaldon.
- Il Conte di Saint Germain viene menzionato insieme a Nicolas Flamel e Fulcanelli da Nathan Drake nel romanzo tratto dalla serie di videogiochi Uncharted: Il quarto labirinto.
- È un personaggio del romanzo Il Leone Rosso, di Mária Szepes (1946).
- È un malvivente, personaggio del romanzo VII Olivér di Antal Szerb (1937).

### Fumetto e animazione
- Il conte di Saint-Germain è uno dei naufraghi del manga Drifters. In questa versione ė stereotipato come omosessuale e con modi stravaganti di parlare ed esprimersi.
- Col nome di "Conte Saint-Germain" nell'adattamento italiano, è uno degli antagonisti del manga e anime Master Mosquiton, ambientato negli anni venti del secolo XX, in cui è un vampiro in grado di trasformarsi in un centauro.
- Compare nel manga e anime Le Chevalier D'Eon nel ruolo di alchimista al servizio del Duca d'Orléans.
- Nel manga D.Gray-man l'antagonista principale, Il Conte del Millennio, è ispirato alla figura del Conte di Saint-Germain.
- Nella serie televisiva anime Code Realize, tratta dal videogioco omonimo, appare come un conte gentiluomo e aiutante dei protagonisti nonché affascinante nobile dai rigidi principi.
- È presente nella terza stagione dell'anime Castlevania.
- Nella prima stagione del cartone animato Lady Oscar appare un "duca di Saint-Germain", che tuttavia è un personaggio senza le caratteristiche attribuite normalmente al Conte.[3]
- Nella serie a fumetti Dampyr il conte di Saint-Germain è un vampiro immortale che ha assunto varie identità nei secoli.
- Compare nella serie The Case Study of Vanitas come uno dei nomi del nonno di Dominique e Louis de Sade.
- Appare come antagonista nel capitolo 120 del manga DanDaDan.
- Appare nel quarto numero di Spike vs. Dracula, parte del Buffyverse.

### Televisione
- Il conte di Saint-Germain è l'antagonista principale della miniserie televisiva francese del 1968 I compagni di Baal, ambientata negli anni sessanta del XX secolo. Nella serie è il capo della setta omonima che desidera dominare il mondo e si presenta in pubblico nelle rispettabili vesti di monsieur de Plassans, sindaco di una cittadina francese.

### Videogioco
- Il conte di Saint-Germain è un personaggio nel videogioco Card Shark, in cui viene rappresentato come un truffatore di buon cuore.